# Nuevo León
Nuevo León là một trong 31 bang, cùng với Quận liên bang, là 32 thực thể Liên bang của México. Bang này được chia làm 51 hạt, thủ phủ là thành phố Monterrey.
Bang này nằm ở Đông Bắc Mexico. Nó được bao bọc bởi các bang Tamaulipas về phía bắc và phía đông, San Luis Potosí về phía nam, và Coahuila về phía tây. Về phía bắc, Nayarit có một cây số 15 km (9 mi) đường biên giới Mỹ-Mexico, giáp với tiểu bang Hoa Kỳ Texas.
Bang này đã được đặt tên theo Vương quốc mới của León, một lãnh thổ hành chính của Phó vương quốc Tân Tây Ban Nha.
Bên cạnh thủ phủ, các thành phố quan trọng khác là Guadalupe, Santa Catarina, San Nicolás de los Garza, và San Pedro Garza Garcia, tất cả đều thuộc vùng đô thị Monterrey.

## Liên kết
- (tiếng Tây Ban Nha) Nuevo León State Government